# Вывих нижней челюсти
Вывих нижней челюсти — выведение головки сустава за пределы суставной впадины. Различают передний и задний (значительно реже), острый и хронический («привычный») вывихи нижней челюсти.
Острый вывих нижней челюсти возникает в результате попытки откусить большой кусок пищи, при смехе, крике и т. п., хронический — при сниженной высоте суставного бугорка и/или небольшой глубине суставной впадины.
Причины: застуженные связки , патологии, последствие аварий, в результате неправильного роста зубов, их кривизны , нарушения костной ткани.

## Лечение
Лечение острого вывиха нижней челюсти направлено на восстановление анатомического взаимоотношения (вправление), иммобилизацию (создание неподвижности) на определенный срок и профилактику воспалительных процессов.
При хроническом вывихе нижней челюсти проводится артропластика (эндопротезирование височно-нижнечелюстного сустава, увеличение бугорка, увеличение суставной ямки).